# 中尾考作
中尾 考作（なかお こうさく、1984年3月29日 - ）は、フリーアナウンサー。オフィスキイワード所属。

## 来歴
大阪府大阪狭山市出身。関西学院大学卒業。大学在学時にはアナウンススクールの生田教室に通っていた。またヘヴィメタル好きで、大学時代には「ビタミンズ」というバンドを組んで活動していた。
大学を卒業後、2007年8月1日に岩手朝日テレビへ入社。アナウンス業務と取材を担当するほか、自社制作番組のディレクターを務めることもあった。
2021年3月、岩手朝日テレビを退社。
2021年4月、退社後初めてエフエム岩手の番組に出演。

## 現在の出演番組
- MONOモノ倶楽部（読売テレビ） - 司会（2022年4月4日 - ）
- 全日本モトクロス選手権シリーズ - 実況
- "コカ・コーラ" 鈴鹿8時間耐久ロードレース（BS12 トゥエルビ） - 副音声MC（2023年8月6日、2024年7月21日）

## 過去の担当番組
- 夏の高校野球岩手大会実況中継 - 実況担当
- 週刊ことばマガジン[7]
- IATスーパーJチャンネル金曜スーク。 - 「アソビの王様」リポーター（2007年10月 - 2008年9月）[8]
- 楽茶間plus!! - リポーター[8]
- IATスーパーJチャンネル → スーパーJチャンネルいわて - 月曜スポーツコーナー担当（2010年3月 - ）[9]、金曜キャスター（2019年4月 - 2021年3月26日）[10]
- いいコト! 見たい! 知りたい! 出かけたい! - スタジオMC兼取材キャスター（2011年10月 - 2019年3月）[10]
- IATニュース